# Martyn Ferenc
Martyn Ferenc (Kaposvár, 1899. június 10. – Pécs, 1986. április 10.) szobrász, festő, grafikus, illusztrátor és keramikus.

## Életpályája
Szülei: lovag Martyn Arthur és Piatsek Alojzia Gizella voltak. Gyermek- és ifjúkorát rokona, Rippl-Rónai József házában töltötte. 1917-ben hadiérettségizett a pécsi ciszterci gimnáziumban. Ezután kivezényelték a frontra.
1920-tól a Magyar Képzőművészeti Főiskolán tanult rövid ideig. 1926–1940 között Párizsban élt és dolgozott, megismerkedett a modern irányzatokkal és azok képviselőivel, mint például De Chirico metafizikus szürrealizmusával. 1934-ben csatlakozott az Abstraction-Création művészcsoporthoz. Időközben Magyarországon a Képzőművészek Új Társasága (KÚT) csoport a tagjává választotta. 1940-ben hazatért, és 1945-től kezdve Pécs művészetének meghatározó egyénisége lett.
A második világháború után tagja volt az Európai Iskolának, Kállai Ernővel. A non-figuratív irányzat egyik első magyar képviselője volt, bár művei nem sorolhatók egyértelműen nonfiguratív irányba (annak ellenére, hogy életének egy szakaszában a párizsi "Abstraction Creation" megbecsült tagjaként alkotott). Az 1960-as évektől a sík-geometrikus ábrázolás felé fordult. Szobrászként is a modern magyar szobrászat első kísérletezői közé tartozott. Foglalkozott finomkerámiával is, a Pécsi Porcelángyárban készített tálakat, vázákat. A Dél-Dunántúl kulturális életének is meghatározó alakja volt, szervezőként és publikációival egyaránt fontos szerepet töltött be. Jelentősek könyvillusztrációi is (Don Quijote, Bovaryné, Joyce).
Számos baranyai tanítványa főként Lantos Ferenc szabadiskolájából került ki az 1960-as években: többek között Bocz Gyula, Ruppert János, Kováts Éva stb.

## Fontosabb művei

### Festmények
- Hárman a tengerparton (olaj, 1943);
- Lovas és fegyverhordozó (olaj, 1946);
- Kakas (olaj, 1955);
- Tengeri emlék (olaj, 1964);
- Balatoni táj madarakkal (1973);
- Madarak (1977-79)

### Grafikák
Önálló grafikai kompozíciói közül kiemelkedik A fasizmus szörnyűségei című sorozata.

### Illusztrációk
Számos irodalmi műhöz kitűnő illusztrációkat készített, például
- Petőfi: Az apostol;
- Cervantes: Don Quijote;
- Flaubert: Bovaryné;
- James Joyce: Ulysses;
- Mallarmé: Versek;
- Berzsenyi-illusztrációk.

### Szobrok
- Szoborterv járommal (1943)
- Gabriel Fauré emlékére
- Hangyák emlékműve
- Vitorlás

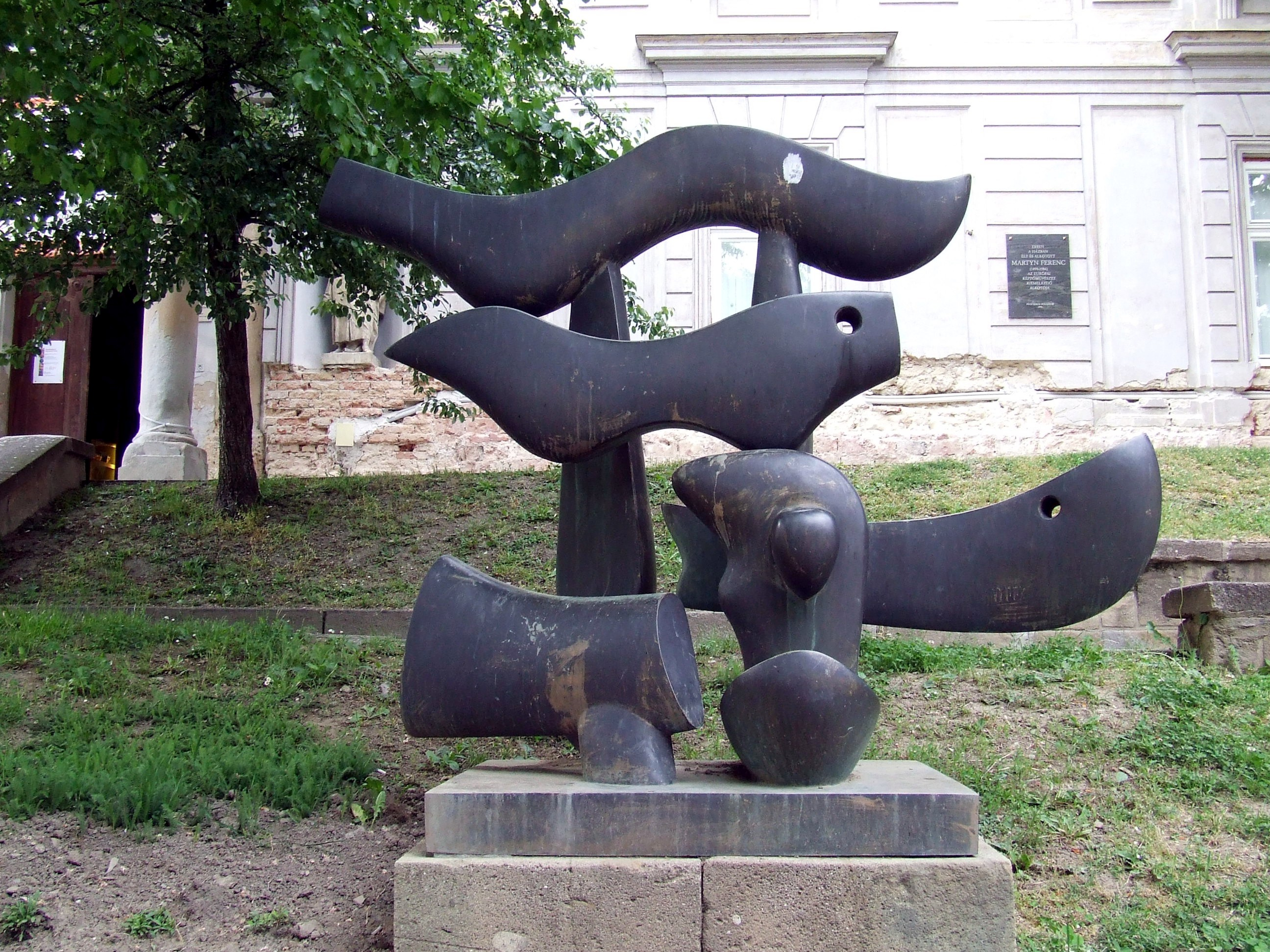
Barbár emlék szobra

- Barbár emlék és Gabriel Fauré emlékére című plasztikái Pécsett, emlékmúzeuma előtt láthatók.

## Társasági tagság
- Képzőművészek Új Társasága (KÚT)
- Európai Iskola

## Kitüntetései
- Munkácsy Mihály-díj (1962)[7]
- Érdemes művész (1970)[7]
- Kossuth-díj (1974)[7]
- Kiváló művész (1978)
- Pécs Város díszpolgára (1979)[7]
- A Magyar Népköztársaság Zászlórendje (1984)[7]

## Fontosabb kiállításai
- Budapest: Frankel Galéria (1934),
- Magyar Képzőművészek Szakszervezete (gyűjteményes kiállítás, 1946);
- Pécs (gyűjteményes kiállítás, 1947);
- Budapest: Dürer Terem (1965),
- Petőfi Irodalmi Múzeum (1966);
- Tihany (gyűjteményes kiállítás, 1970);
- Budapest, Történeti Múzeum (1978);
- Róma, Accademia d'Ungheria (1979);
- Budapest, Vigadó Galéria (1980).

## Emlékezete
Műveiből állandó emlékkiállítást rendeztek
- Tatán (1979),
- Pécsett, a Martyn Ferenc Múzeumban, (1980)
- és Kaposvárott (1984).